# Зоопарк ХІІ Місяців
50°44′13.59″ пн. ш. 30°16′49.62″ сх. д. / 50.7371083° пн. ш. 30.2804500° сх. д.
Зоопарк ХІІ Місяців (інша назва Парк Щасливих Тварин ХІІ Місяців) — приватний зоологічний парк в Україні. Розташований у межах Вишгородського району Київської області, поблизу села Демидів.  
Зоопарк працює щоденно протягом року, тому і отримав назву «ХІІ Місяців».  

## Про зоопарк
Зоопарк ХІІ Місяців почав будуватися у вересні 2013, але відкрився лише 16 травня 2015 року. 
На території парку, площа якої становить 16 гектарів, знаходиться штучне озеро, басейн, замок у неороманському стилі та вольєри для тварин. 

## Колекція видів
У колекції зоопарку присутні: жираф, білий носоріг, бенгальський тигр, чорний ягуар, леопард, пума, гепард, росомаха, фризький кінь, сірий сибірський вовк, трубкозуб, шетландський міні-поні, африканський страус, фламінго, косуля, двогорбий верблюд, зебу, білий лев, бізон, арктичний вовк, альпака, каракал, червоний гірський вовк, зебра чапмана, кінкажу, різні види мавп та інші.

## Зовнішні посилання
- Офіційний сайт зоопарку [Архівовано 26 червня 2021 у Wayback Machine.]
- Карта зоопарку [Архівовано 18 червня 2021 у Wayback Machine.]